# Neolygrus trifasciatus
Neolygrus trifasciatus là một loài bọ cánh cứng trong họ Cerambycidae.